# 유성 치경 파찰음
유성 치경 파찰음(有聲 齒莖 破擦音)은 치경에서 조음하는 파찰음이고 유성음이다.

## 발음의 예
- 헝가리어, 폴란드어, 슬로바키아어, 라트비아어: dz에서 이 소리가 난다.
- 알바니아어: x에서 이 소리가 난다.
- 마케도니아어: ѕ에서 이 소리가 난다.
- 일본어: ん 뒤에 있는 ざ, ず, ぜ, ぞ의 첫소리에서 이 소리가 난다.
- 조지아어: Ⴛ에서 이 소리가 난다.
- 카탈루냐어: tz에서 이 소리가 난다.
- 퀘벡 프랑스어: /i, y, j/ 앞의 d에서 변이음으로 난다.
- 눠쑤어: 라틴 문자 표기의 nz와 zz에서 이 소리가 난다. nz는 선비음화 자음이다.
- 총가어: dz, dzh, dzw, dzwh에서 이 소리가 난다. dzh는 유기음, dzw는 휘파람, dzwh는 휘파람 유기음이다.